# Shawn Michaels
Shawn Michaels, geboren als Michael Shawn Hickenbottom, (Chandler (Arizona), 22 juli 1965) is een Amerikaans voormalig professioneel worstelaar, die van 1988 tot 2010 voor de WWE uitkwam. Michaels is een 4-voudig WWE World Heavyweight Champion  en was de allereerste Grand Slam Champion in de geschiedenis.
Michaels veroverde 14 kampioenschappen in de WWE en is tweevoudig winnaar van Royal Rumble, in 1995 en 1996. Michaels was ook de tweede worstelaar, na Hulk Hogan, die de Royal Rumble twee keer won en de eerste worstelaar die de Rumble twee keer op rij won. Zijn handelskenmerk was de Sweet Chin Music, een gevorderde lenigheid vereisende zijwaartse trap tegen de onderkin waarmee hij doorgaans zijn wedstrijden won. Verder voerde hij regelmatig een Moonsault uit bij wijze van aanval, een achterwaartse salto vanaf een bovenste spanschroef op een worstelaar in of buiten de ring. Eind jaren tachtig was Michaels onafscheidelijk met vaste partner Marty Jannetty als het tag team The Rockers. Michaels was samen met Triple H oprichter van de worstelgroep D-Generation X, de start van het populaire Attitude Era. Officieel was Michaels toen ook groepsleider.
Vanaf het voorjaar 1998 hing de carrière van Michaels aan een zijden draadje als gevolg van een zware rugblessure, maar hij keerde alsnog terug naar de ring in 2002 na een vierjarig hiaat. Op 28 maart 2010 beëindigde hij een lange carrière, nadat hij verloor van The Undertaker bij het evenement WrestleMania XXVI. Michaels wordt door kenners of insiders vaak beschreven als de technisch meest verfijnde en theatrale worstelaar van zijn tijd.
Op 8 oktober 2018 kondigde Michaels op 53-jarige leeftijd een tweede comeback aan bij de WWE. Op 2 november 2018 keerde Michaels na 8 jaar afwezigheid terug bij het evenement Crown Jewel, dit was slechts eenmalig. Michaels, bijgenaamd "The Heartbreak Kid"  of kortweg "HBK"  genoemd, is daarnaast ook ambassadeur bij de WWE. Sinds 2016 is Michaels fulltime trainer en begeleider van nieuw talent in de WWE.
In april 2011 werd Michaels opgenomen in de WWE Hall of Fame.

## Professioneel worstelcarrière (1984-2010)

### Vroege carrière (1984-1988)
Hoewel hij geboren werd in Chandler, Arizona, groeide Hickenbottom op in San Antonio, Texas, als zoon van een militair. In San Antonio bezocht Hickenbottom de highschool op de luchtmachtbasis aldaar. In augustus 2004 bracht Hickenbottom opnieuw een bezoek aan de luchtmachtbasis en kreeg een rondleiding. Hij werd getraind door de Mexicaanse professioneel worstelaar Jose Lothario, die later ook werkte voor WWF/E als trainer en begeleider. Lothario overleed in 2018, op 83-jarige leeftijd. Hickenbottom debuteerde in 1984 en werkte in zijn beginjaren voor Mid-South Wrestling en later voor Texas Allstar Wrestling, waar hij en Paul Diamond het plaatselijke Tag Team Championship veroverden. Ze kregen de titelriemen uit handen van Chavo Guerrero sr..
Michaels worstelde ook voor Central States Championship Wrestling. Daar versloegen hij en tag team-partner Marty Jannetty het team The Batten Twins voor het 'Central States Tag Team Championship'. Hickenbottom verscheen ook regelmatig in de World Class Championship Wrestling, een voormalige promotie uit Dallas, Texas. Michaels' wedstrijden verschenen daar voor het eerst op televisie. Eind jaren tachtig werd deze promotie financieel overgenomen door World Championship Wrestling (WCW).
Hickenbottom heeft nooit onder een andere ringnaam geworsteld dan Shawn Michaels, zo ook in zijn beginjaren. Hickenbottom begon zijn nationale carrière in 1986 als lid van de American Wrestling Association (AWA), waar hij opnieuw een team vormde met Jannetty. Het duo werd oorspronkelijk The Midnight Rockers genoemd en wonnen het AWA World Tag Team Championship twee keer tegen "Playboy" Buddy Rose en Doug Somers. Hij verscheen met Jannetty ook even in Mid-South Wrestling.
"The Rockers" tekenden in 1987 een contract bij de grote concurrent van de 'AWA', met name World Wrestling Federation (WWF) (nu WWE), maar werden twee weken later ontslagen omdat ze "te veel feestten" , een misverstand volgens Michaels' autobiografie en bevestigd door Jannetty die later individueel op gespannen voet zou leven met McMahon. Een jaar later keerden hij en Jannetty alweer terug. Vince McMahon beschikte vanaf dan over de auteursrechten op het team van Michaels en Jannetty. Om hun naam te verifiëren, en zo te vermijden dat ze de opbrengsten van merchandise moesten delen met de werknemers of promotors, kregen Michaels en Jannetty de thans gedenkwaardige naam "The Rockers" toegewezen.

### World Wrestling Federation/Entertainment (WWF/E) (1988-1998)

#### The Rockers (1988-1992)
Het energetische team "The Rockers" verwierf populariteit bij zowel kinderen als vrouwen, maar ook bij fans die technisch worstelen waardeerden. Ondanks hun populariteit kregen "The Rockers" echter nooit een waardige kans op het WWF Tag Team Championship. Hun kans kwam er uiteindelijk met vertraging in oktober 1990. The Rockers zouden het WWF Tag Team Championship winnen van de The Hart Foundation. Tijdens de wedstrijd raakte een touw los van de spanschroef. Jim Neidhart, de helft van "The Hart Foundation", was tezelfdertijd bezig zijn ontslag te regelen. The Rockers zouden van de zaak profiteren. Neidhart bleef echter aan boord en omdat het ontslag niet doorging, werd de beslissing tenietgedaan.
Hoewel "The Rockers" het WWF Tag Team Championship eerlijk hadden gewonnen, keerden de titelriemen terug naar "The Hart Foundation" en de titelwijziging werd nooit erkend. Toen het nieuws zich verspreidde, ging de WWF naarstig op zoek naar een uitvlucht. Een gescheurd touw en omgevallen spanschroef werden als reden aangehaald, waardoor het resultaat volgens de federatie niet meer geldig was. Het incident met het touw deed zich wel degelijk voor, maar werd gebruikt als drogreden.
Michaels en Jannetty namen de draad weer op, maar gingen op spectaculaire wijze uit elkaar op 12 januari 1992, na een scène tijdens het praatprogramma van Brutus "The Barber" Beefcake, genaamd "Barber Shop". Michaels gooide Jannetty door een glazen raam op de set. Jannetty verdween helemaal uit de WWF, terwijl Michaels mocht aanblijven. Hij speelde voortaan de rol van heel als "The Boy Toy". Zijn gimmick veranderde hij later naar "The Heartbreak Kid", een suggestie van Curt Hennig.
"The Rockers" hielden nog één reünie in maart 2005, waarin ze het opnamen tegen La Résistance (Rob Conway & Sylvain Grenier) tijdens een aflevering van Monday Night Raw. "The Rockers" wonnen deze wedstrijd, waarna definitief het doek viel over het team.

#### WWF Intercontinental Championship (1992-1993)

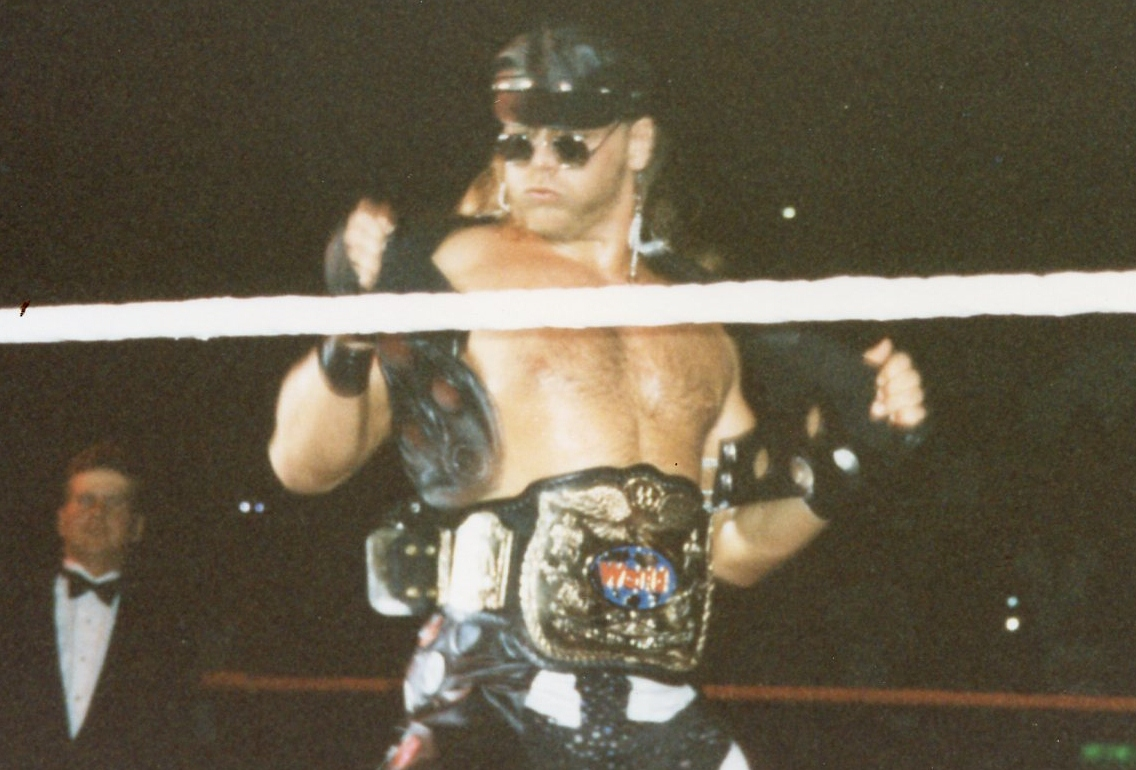
Shawn Michaels als WWF Tag Team Champion (Diesel "Kevin Nash" niet op de foto) in 1994

Michaels speelde een ijdeltuit, die een affaire had met "Sensational" Sherri. Ze was volgens de verhaallijn door hem geïntrigeerd. Sherri zong de eerste versie in van zijn themamuziek "Sexy Boy", hierna "zong" Michaels zelf alles in. Michaels slaagde er in juli 1992 aanvankelijk niet in het WWF Intercontinental Championship te winnen van Bret Hart. Tegen diezelfde Hart verloor hij de allereerste ladder match in de geschiedenis van de WWF. Michaels won de titel uiteindelijk van "The British Bulldog" Davey Boy Smith, tijdens een aflevering van Saturday Night's Main Event op 27 oktober 1992. Kort daarna leed Michaels een nederlaag tegen zijn toekomstige vijand Bret Hart voor het WWF Championship bij het evenement Survivor Series.
Michaels en Sherri beëindigden hun relatie. Marty Jannetty daagde plots op, wat leidde tot enkele memorabele wedstrijden met Michaels. In het voorjaar van 1993 verloor Michaels het Intercontinental Championship aan Jannetty in een (achteraf) beroemde aflevering van Monday Night Raw op 17 mei 1993 , maar heroverde het kampioenschap een maand later.
Michaels begon vanaf 1993 de hulp te krijgen van zijn debuterende bodyguard en vriend "Diesel" Kevin Nash, het begin van een samenwerking als Two Dudes with Attitudes. Na een tegenvallende periode met Curt Hennig als tegenstrever, nam Michaels in september 1993 (al dan niet kayfabe) ontslag. Er werd bekendgemaakt dat Michaels er niet in was geslaagd zijn titel vaak genoeg te verdedigen gedurende een bepaald tijdsbestek. Michaels werd in feite geschorst omdat hij positief had getest op het gebruik van steroïden, een aanklacht die Michaels tot de dag van vandaag heeft ontkend.
Michaels weigerde een aanbod van WCW en was te zien bij United States Wrestling Association (USWA), dat evenwel nauw samenwerkte met WWF. Michaels werd in feite niet ontslagen door zijn werkgever. Hij maakte zijn rentree bij het evenement Survivor Series in november 1993, ter vervanging van de (fictief) gearresteerde Jerry Lawler. Hij streed met Lawlers ridders (afgeleid van Lawlers persona "The King") tegen Bret, Bruce, Keith en Owen Hart.

#### Ruzie met Razor Ramon (1994)
Hij kwam in het vaarwater van Razor Ramon, die het Intercontinental Championship had buit gemaakt in afwezigheid van Michaels. Aangezien hij nooit 'clean' werd verslagen voor de titel, of de kans niet kreeg om die te verdedigen, claimde Michaels dat hij de ware kampioen was en droeg zijn oude titelriem uit protest.
Hun vete kende zijn absolute hoogtepunt in de vorm van een ladder match bij WrestleMania X in maart 1994. Ramons huidige en Michaels' oude titelriem werden boven een ladder in de ring opgehangen. Michaels verloor de legendarische wedstrijd, die later werd beloond met vijf sterren door zowel het magazine Pro Wrestling Illustrated als Wrestling Observer Newsletter. Hieraan dankt Michaels ook zijn reputatie als "Innovator of the Ladder Match", terwijl het concept een idee was van Bret Hart.
Michaels was even out met een blessure en presenteerde in de tussentijd het "Heartbreak Hotel"-praatprogramma, wat vooral werd uitgezonden op de show WWF Superstars.

#### Two Dudes with Attitudes (1993-1995)
Michaels vormde sinds het najaar van 1993 een duo met "Diesel" Kevin Nash. Op 28 augustus 1994 veroverden Michaels en zijn in populariteit groeiende sidekick Diesel het WWF World Tag Team Championship van The Headshrinkers (Samula "Samu" Anoa'i & Sam Fatu). Gedurende hun korte periode als tag team gebruikte "Two Dudes with Attitudes" een variatie op de afwerkingsbeweging van "The Headshrinkers", waarbij Michaels op Diesels schouders klom en een splash uitvoerde op hun tegenstanders.
Michaels en Diesel veroverden hun tweede en laatste WWF World Tag Team Championship bij het evenement In Your House 3: Triple Header, met een overwinning tegen Owen Hart en Yokozuna. Bij het evenement Summerslam (1994) verloor Diesel het Intercontinental Championship aan Razor Ramon, waarbij Michaels hem per ongeluk een trap, de Sweet Chin Music (jargon: superkick) gaf.
Drie dagen na hun split bereikte Diesel de top. Hij versloeg Bob Backlund en veroverde het WWF Championship na slechts acht seconden op 26 november 1994, in Madison Square Garden (New York). Michaels kreeg daarna opnieuw af te rekenen met een wezenlijke blessure.

#### Tweevoudig Royal Rumble-winnaar & "The Kliq" (1995-1996)
Michaels won de Royal Rumble in 1995. Hij probeerde wraak te nemen op Diesel bij WrestleMania XI. Michaels regelde "Sycho" Sid Vicious als zijn bodyguard, maar verloor. Michaels nam een korte rustpauze. Hij keerde terug naar de ring als een (baby)face in juni 1995 en won een maand later van Jeff Jarrett bij het evenement In Your House 2: The Lumberjacks, waarmee Michaels zijn derde Intercontinental Championship in de wacht sleepte. Michaels verdedigde zijn titel tegen Razor Ramon bij het evenement SummerSlam in een nieuwe ladder match en won deze heruitgave van WrestleMania X. Ook hun wedstrijd bij het evenement SummerSlam geniet een geëerde reputatie onder fans en insiders. Michaels worstelde in die tijd vaak met 1-2-3 Kid (Sean Waltman).
Rond deze periode was Michaels een prominent lid van een groep achter de schermen die bekend stond als "The Kliq" , die anderen zagen als een poging om bij Vince McMahon dominantie af te dwingen. Hun fratsen werden beschouwd als inbreuk op kayfabe, de fictieve aard van professioneel worstelen. Michaels betwijfelde deze opvatting en beweerde dat McMahon alleen worstelaars die het verdienden een duwtje in de rug (jargon: push) gaf. De "bende" telde vijf leden; Michaels, Paul Levesque, Sean Waltman, Scott Hall en Kevin Nash.
In oktober 1995 werd Michaels aangevallen in een bar te Syracuse en kon het WWF Intercontinental Championship niet verdedigen tegen Shane Douglas. In plaats daarvan verloor Douglas van Scott Hall bij het evenement In Your House 4: Great White North. Douglas blijft volhouden dat Michaels die avond best had kunnen worstelen en hem gewoon niet wilde laten winnen.
Michaels verdween even uit beeld, maar maakte toen bekend dat hij zou terugkeren naar de WWF voor de Royal Rumble, die Michaels voor het tweede achtereenvolgende jaar op zijn naam schreef. Rond deze tijd werd Jose Lothario, Michaels' trainer, een tv-gezicht. Lothario deed op het scherm dienst als Michaels' manager.

#### WWF Championship (1996-1997)
Hij won zijn eerste WWF Championship bij WrestleMania XII in maart 1996, waar hij Bret Hart klopte via sudden death, na hun zestig minuten durende Iron Man match die was geëindigd in een 0-0 gelijkspel. Gorilla Monsoon, de fictieve WWF Commissioner van dat moment, nam toen het besluit om de wedstrijd te laten verdergaan (sudden death). Terwijl de promotie World Championship Wrestling (WCW) enkele grote namen wist te strikken, onder wie Michaels' vrienden Hall en Nash, bleef Michaels het grootste deel van 1996 onbetwist kampioen. Hij versloeg zowel Mick Foley, Big Van Vader als Davey Boy Smith op pay-per-view. Michaels' regeerperiode eindigde bij het evenement Survivor Series in november, waar hij verloor tegen Sycho Sid.
Michaels heroverde het WWF Championship van Sycho Sid in januari 1997, bij het evenement Royal Rumble in zijn thuisstad San Antonio, Texas. Dit was bedoeld als een opstapje voor de herkansing tegen Bret Hart bij het evenement WrestleMania 13, maar het lot bleek anders te zijn en de wedstrijd heeft nooit plaatsgevonden. Michaels leverde de titel eigenhandig in tijdens een aflevering van Monday Night Raw op 13 februari 1997, tevens de dag waarop Raw voor het eerst live werd uitgezonden op USA Network. Hij hield zijn fameuze "I've Lost My Smile"-speech in de ring toen hij werd geïnterviewd door Vince McMahon.
In realiteit kreeg hij negatief doktersadvies en kwam zijn carrière in gevaar wegens knieproblemen. Michaels zei op tv dat hij zijn "glimlach was verloren", zoals ook te zien is als easter egg op zijn dvd From The Vault. Bret Hart begon toen een verhaallijn tegen Stone Cold Steve Austin, wat een historische climax kende bij het evenement WrestleMania 13. Terwijl Michaels aanvankelijk was gepland als Harts tegenstander, voorzag hij de wedstrijd van commentaar. Na een knie-operatie door Dr. James Andrews keerde hij wonderbaarlijk terug  en vormde korte tijd een team met "Stone Cold" Steve Austin. Samen wonnen ze één keer het WWF Tag Team Championship. Michaels en Austin versloegen Owen Hart en Davey Boy Smith.
Bij het evenement SummerSlam, op 3 augustus 1997, deed Michaels dienst als scheidsrechter in de titelwedstrijd tussen WWF Champion The Undertaker en Bret Hart. Hij sloeg The Undertaker met een klapstoel, hoewel dat onbedoeld was en Michaels feitelijk doelde op Hart. Hij zag zich genoodzaakt het kampioenschap toe te kennen aan eeuwige rivaal Bret Hart.

#### D-Generation X & Montreal Screwjob (1997-1998)

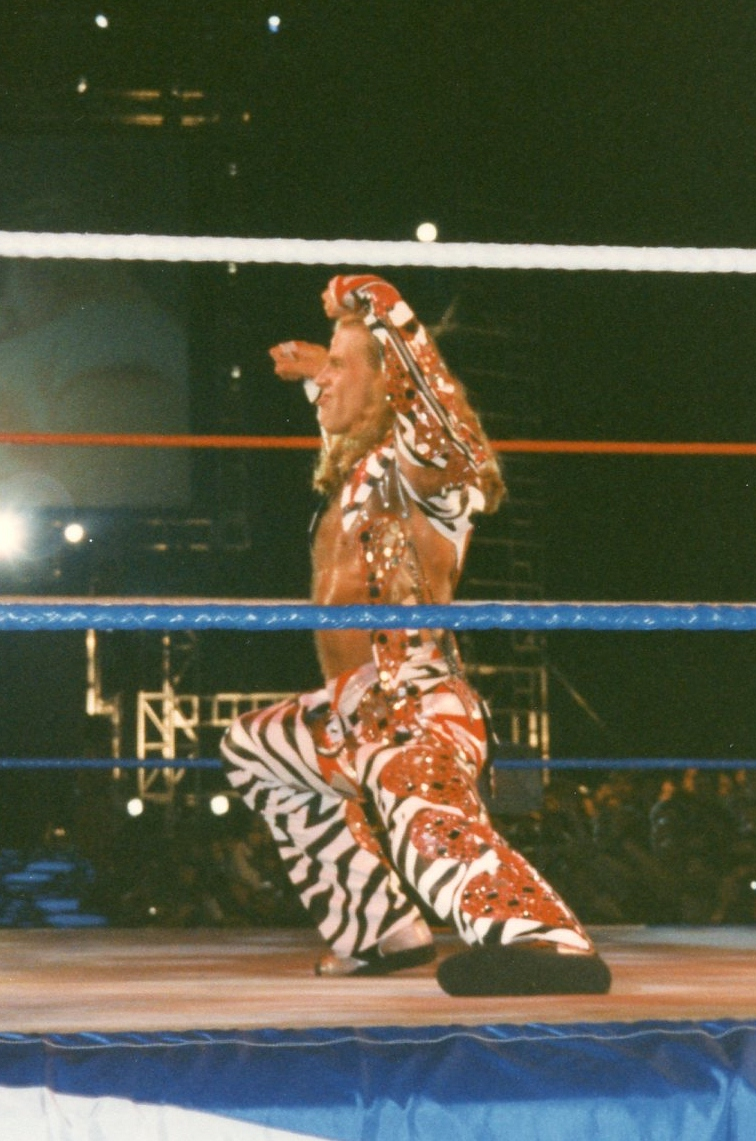
Shawn Michaels in september 1997

Hij veranderde terug in een heel, met name door The Undertaker te slaan met een klapstoel. Dit was het begin van een verhaallijn (jargon: feud) tussen Michaels en The Undertaker die zou duren tot het einde van het jaar. In de zomer van 1997 vormde Michaels met boezemvriend Hunter Hearst Helmsley, diens toenmalige vriendin Chyna en "Ravishing" Rick Rude een alliantie genaamd D-Generation X. De groep uitte zich door rebels gedrag, zoals het wijzen naar hun kruis gevolgd door een niet mis te verstane "Suck It". D-Generation X was een bouwsteen van het immens populaire Attitude Era tussen 1997 en 2002. The Hart Foundation, op dat ogenblik een pro Canada-groep, trad naar voren als belangrijkste tegenstanders. Michaels beschimpte zowel "The Hart Foundation" als Canada. Hij snoot zijn neus in de Canadese vlag of veegde er letterlijk zijn voeten aan. In zijn boek Heartbreak & Triumph zegt Michaels dat ontheiliging van de vlag een ingeving was van "The Hart Foundation"-leider Bret Hart. Bij het evenement One Night Only op 3 september 1997, een pay-per-view die enkel in Groot-Brittannië werd uitgezonden, versloeg hij "The Hart Foundation"-lid Davey Boy Smith. Hij nam het WWF European Championship over van Davey Boy Smith en kroonde zich tot eerste Grand Slam Champion aller tijden. Hij was de enige worstelaar die zowel het WWF Championship als het WWF European Championship op hetzelfde moment heeft gedragen. Michaels gaf het WWF European Championship op 11 december 1997 door aan "D-Generation X"-kompaan Triple H; "een grap".
In oktober, bij het evenement Badd Blood: In Your House, namen Michaels en The Undertaker deel aan de eerste Hell in a Cell match in de geschiedenis , waarbij Michaels van bovenop het vijf meter hoge bouwsel door een commentatorentafel viel. Michaels haalde het van The Undertaker mits de hulp van de debuterende fictieve halfbroer van The Undertaker, Kane. In november 1997 leidde deze overwinning tot een titelkans tegen Bret Hart bij het evenement Survivor Series en bovendien een van de meest controversiële wedstrijden in de geschiedenis van het professioneel worstelen, de beruchte "Montreal Screwjob". Michaels veroverde daarbij het WWF Championship, en behield het kampioenschap een maand later tegen Ken Shamrock bij het evenement D-Generation X: In Your House.

### Tijdelijk pensioen (1998-2002)
In maart 1998 dwong een rugblessure, die Michaels medio januari 1998 had opgelopen tijdens een "Casket"-wedstrijd (NB: verliezer is degene die in een doodskist eindigt) tegen The Undertaker bij het evenement Royal Rumble, hem te stoppen met worstelen. Hij scheurde twee tussenwervelschijven af, maar één schijf was compleet verbrijzeld. Overigens maakte Michaels de wedstrijd tegen The Undertaker vol en won uiteindelijk, waardoor hij het WWF Championship behield. Kane en Paul Bearer (de kayfabe vader van Kane en The Undertaker) kwamen tevoorschijn, zorgden voor een plot twist en gooiden The Undertaker eigenhandig in de kist. Daarna staken ze de kist in brand.
Michaels' laatste wedstrijd voor zijn temporeel pensioen was er één tegen Stone Cold Steve Austin bij het evenement WrestleMania XIV op 29 maart 1998, waar professioneel bokser Mike Tyson hem zijn WWF Championship kostte ten voordele van Austin. Tussen het evenement Royal Rumble en het evenement WrestleMania XIV raakte hij verslaafd aan het gebruik van pijnstillers en antibiotica om te kunnen doorgaan. Hij was tussen januari en maart 1998 nog drie maanden te zien als worstelaar, maar zijn activiteit werd wel teruggeschroefd.
Voordat hij het WWF Championship verloor als gevolg van de blessure (en op het scherm door toedoen van de speciale gast de bokser Mike Tyson) , maakte Michaels samen met D-Generation X nog regelmatig zijn opwachting zoals "Stone Cold" Steve Austin in het voorgaande jaar. Austin liep in augustus 1997 namelijk een nekblessure op na een verkeerd worstelmanoeuvre van Owen Hart. Zijn blessure is de reden waarom de fans nooit de "droomwedstrijd" tussen Michaels en de ster van de toekomst, Dwayne "The Rock" Johnson te zien kregen.
Michaels keerde terug op 23 november 1998, maar niet als worstelaar. Het was de tijd van de Monday Night Wars, toen die in zwang waren. Dit was een kijkcijferoorlog tussen de worstelorganisaties World Wrestling Federation en World Championship Wrestling, de organisatie van promotor Eric Bischoff. In plaats van terug te keren als worstelaar verving Michaels Sgt. Slaughter als WWF Commissioner en werd onder andere lid van The Corporation. Gedurende 1998 en 1999 wisselde Michaels tussen een rol als heel en face. Hij fungeerde lange tijd als WWF Commissioner, maar gaf die rol uiteindelijk door aan Mick Foley. Later werd hij (fictief) woordvoerder van de WWF.
Tot vandaag is hij de langstzittende WWF Commissioner; hij speelde de rol bijna 20 maanden. Michaels bleef werken voor de WWF, en maakte zijn opwachting bij conventies zoals "WWF Fan Axxes". Hij fungeerde als scheidsrechter in de Iron Man match tussen Dwayne "The Rock" Johnson en Triple H bij het evenement Judgment Day in mei 2000.
Rond deze periode stond Michaels mee aan de wieg van zijn eigen 'Texas Wrestling Academy'; later de Shawn Michaels Wrestling Academy genaamd. Hij kwam eenmalig terug uit pensioen voor zijn eigen worstelpromotie. In februari 2001 tekende Michaels een verbeterd contract bij de WWF. Naar verluidt overtuigde commentator Jim Ross ("JR") hem om aan boord te blijven bij de WWF.

### Tweede carrière bij World Wrestling Entertainment (WWE) (2002-2010)

#### Ruzie met Triple H (2002-2004)
In 2002 kondigde Michaels verrassend zijn comeback aan. Hij werd ingehuurd door Kevin Nash als nieuw lid van de New World Order (nWo). De periode werd voor Michaels geen succes omdat de fans de verhaallijn niet konden pruimen. Toen de nWo werd opgeheven, wilde Triple H schijnbaar verbroederen met Michaels. Later kwamen ze naar de ring met hun D-Generation X-themamuziek -en kleding. Net op het moment dat ze hun bekende "Suck it"-pose zouden gaan doen, werd hij aangevallen door Triple H. Tot ieders verbazing daagde Michaels zijn beste vriend uit tot "een straatgevecht" zonder regels bij het evenement SummerSlam, die Triple H accepteerde.
Michaels keerde terug naar de ring om tegen Triple H te worstelen bij het evenement SummerSlam, wat toen werd gepromoot als een eenmalig gebeuren. Toch zou hun ruzie twee jaar duren. De wedstrijd bij SummerSlam werd louter gepromoot als Michaels' emotionele terugkeer naar de ring na meer dan vier jaar, maar hij leek buitengewoon scherp in de ring. Michaels won de wedstrijd, maar werd aangevallen door Triple H met een voorhamer. Hun verhaallijn ging daarna verder en gaat door als een van de beste in de geschiedenis van WWE.
Bij het evenement Survivor Series won Michaels het World Heavyweight Championship van Triple H in de eerste Elimination Chamber match ooit, waar ook Rob Van Dam, Kane, Chris Jericho en Booker T aan deelnamen. Michaels verloor het World Heavyweight Championship een maand later bij het evenement Armageddon, namelijk in een Three Stages of Hell-wedstrijd tegen Triple H (NB: eerste worstelaar die 2-0 scoort onder doorgaans moeilijke wedstrijdstipulaties, is de winnaar). Ondertussen raakte hij verwikkeld in een verhaallijn naast Chris Jericho  en hielp hij mee van Randy Orton en Batista erg populaire worstelaars te maken toen ze deel uitmaakten van de worstelgroep Evolution van leider Triple H. Dat alles heeft zich afgespeeld gedurende het jaar 2003.
Michaels nam in januari 2004 deel aan een Last Man Standing-wedstrijd om het World Heavyweight Championship tegen regerend kampioen Triple H, meer bepaald bij het evenement Royal Rumble. De wedstrijd eindigde in een gelijkspel (NB: jargon; no contest). Michaels was betrokken bij het main event van het evenement WrestleMania XX, waar hij tekortkwam tegen Triple H en uiteindelijke winnaar Chris Benoit voor het World Heavyweight Championship. Bij het evenement Backlash verloor Michaels een heruitgave van het evenement WrestleMania XX, in de Canadese stad Edmonton, Alberta. Michaels gaf toe aan de submissionbeweging Sharpshooter van Benoit, die in zijn thuishaven kampioen bleef. Michaels vocht in juni 2004 opnieuw tegen Triple H in een vrij epische Hell in a Cell match bij het evenement Bad Blood, aanvankelijk ter afsluiting van een lange verhaallijn. Michaels moest zijn meerdere erkennen. Deze wedstrijd duurde meer dan 47 minuten. Michaels verloor ook een World Heavyweight Championship-wedstrijd tegen Triple H bij het evenement Taboo Tuesday.

#### Obsessie van Chris Jericho (2003)

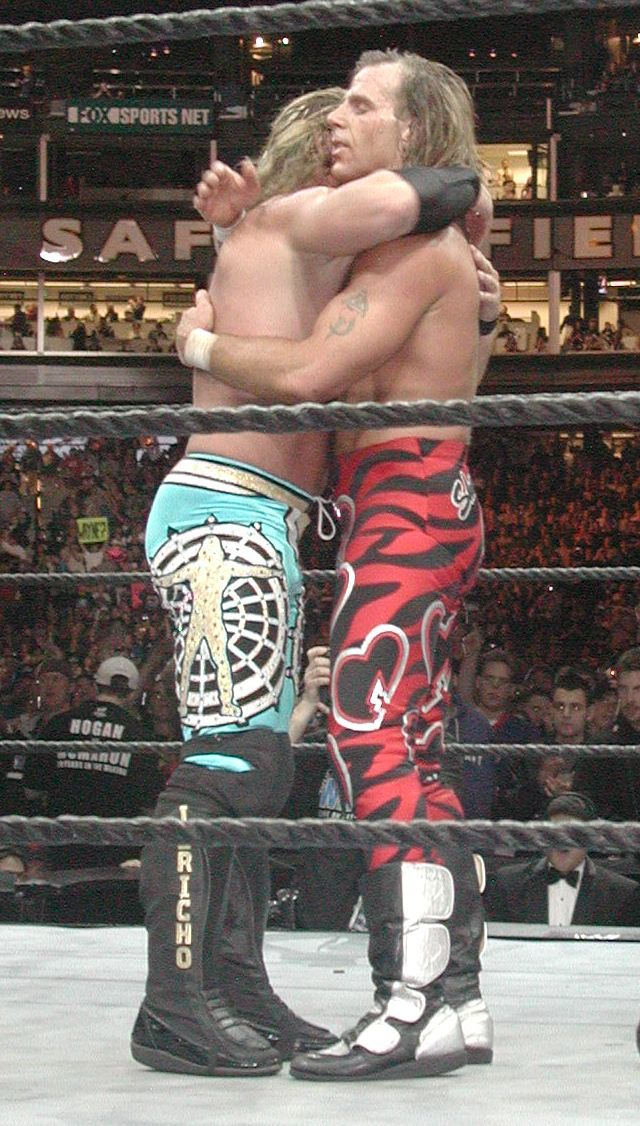
Shawn Michaels omhelst Chris Jericho na hun confrontatie bij WrestleMania XIX

Michaels raakte daarnaast verwikkeld in een vete met Chris Jericho. Die laatste was geobsedeerd door Michaels. In 2008 breidden ze een vervolg aan hun ruzie. De eerste verhaallijn liep parallel met de ruzie tussen Michaels en Triple H. Op 13 januari 2003 won Jericho een zogeheten over-the-top-rope-uitdaging om zijn toegangsnummer voor de Royal Rumble te bepalen en koos nummer twee. Jericho hoopte als zodanig een treffen met Michaels uit de brand te slepen, die al tot nummer één was benoemd. Tijdens de Royal Rumble werd Michaels geëlimineerd door Jericho.
Ze werden dé grote hype in aanloop naar WrestleMania XIX en leverden bij het evenement een geweldige performance af. Michaels versloeg Jericho. Na de wedstrijd reikte Michaels de hand aan Jericho, die in plaats van de hand te schudden Michaels omhelsde als vermeend teken van respect (zie foto). Eerst leek het op sportiviteit vanwege Jericho, maar die schopte Michaels al snel in het kruis. In augustus 2003 verloor Michaels een Elimination Chamber match bij het evenement SummerSlam, waar ook Jericho niet kon winnen. Triple H kaapte uiteindelijk de overwinning weg. Michaels en Jericho ontmoetten elkaar nog eens in het najaar van 2008, met een zinderende ladder match voor het WWE Championship van Jericho bij het evenement No Mercy als orgelpunt. Michaels verloor deze wedstrijd.

#### Kurt Angle, Hulk Hogan & Mr. McMahon (2005-2006)
In december 2004 was Michaels enkele weken buiten strijd. Hij keerde terug in januari 2005, als scheidsrechter in de Elimination Chamber match bij het evenement New Year's Revolution. Na de Royal Rumble focuste Michaels op Kurt Angle. Hij werd verslagen door Angle bij het evenement WrestleMania 21, een wedstrijd die werd verkozen tot wedstrijd van het jaar door Pro Wrestling Illustrated. Michaels vereffende de score bij het evenement Vengeance, eveneens een klassieker tussen beide.
Michaels en Hulk Hogan werkten samen tegen Kurt Angle en toenmalig WWE Intercontinental Champion Carlito. Na de wedstrijd keerde Michaels zich tegen Hogan met zijn gepatenteerde Sweet Chin Music-superkick. Hogan versloeg Michaels bij het evenement SummerSlam. Hogan weigerde te verliezen en wilde volgens het script de wedstrijd winnen. Hogan, die er om bekend staat weinig te willen verliezen, heeft dit zelf toegegeven. Michaels reikte hem kayfabe (fictief) de hand aan en zei "I needed to know, and I found out", waarop Michaels en Hogan elkaar de hand schudden. Michaels kreeg kritiek omdat hij tijdens de wedstrijd de bewegingen en handelingen te veel "verkocht" om de veel oudere maar (destijds zeer) gerespecteerde Hogan er beter te laten uitzien.
Michaels worstelde medio 2005 tegen "The Masterpiece" Chris Masters, die hem dankbaar is omdat Michaels "zijn carrière [in WWE] destijds van de ondergang redde". "John Cena wilde mijn carrière begraven en plots wilde Shawn op een positieve manier met me samenwerken", aldus Masters. Het duo worstelde tegen elkaar in september 2005, bij het evenement Unforgiven, waar Michaels "niet zonder moeite" zegevierde. Later kwam Michaels alweer oog in oog te staan met Kurt Angle, maar geraakte niet verder dan een 2-2 gelijkspel in een Iron Man match. Dat gebeurde tijdens een speciale aflevering van het maandagavondprogramma Raw op 3 oktober 2005; getiteld Homecoming. Michaels verloor bij het evenement Taboo Tuesday van John Cena en Kurt Angle. Cena behield het WWE Championship.
In april 2007 zou Michaels verliezen van Cena in de strijd om het WWE Championship, meer bepaald bij het evenement WrestleMania 23 op 1 april 2007. Een dag later, op 2 april 2007, worstelden Michaels en Cena opnieuw tegen elkaar in het programma Raw. De wedstrijd duurde meer dan 45 minuten en lanceerde definitief de loopbaan van de toen 30-jarige Cena, die voordien van fans vaak ludiek het verwijt kreeg: "You can't wrestle (Je kunt niet worstelen)". Michaels was twee jaar eerder, in november 2005, de aanvoerder van Team Raw voor de 5-tegen-5 Raw vs SmackDown!-eliminatiewedstrijd bij het evenement Survivor Series. Michaels was het enige overgebleven lid van Team Raw, tegenover drie worstelaars van Team SmackDown. Hij werd geëlimineerd door Randy Orton, van wie hij eerder al eens verloor bij het evenement Unforgiven in september 2003. In november 2007 verloor Michaels nogmaals van Orton bij het evenement Survivor Series, ditmaal voor het WWE Championship.
Begin 2006 roemde Vince McMahon hem voor zijn aandeel in de Montreal Screwjob. Michaels probeerde McMahon op het hart te drukken dat hij "niet in het verleden moest leven". McMahon vatte het echter niet zo op, begon onmogelijke eisen te stellen en bemoeide zich voortaan met Michaels' wedstrijden. Enkele weken later confronteerde hij McMahon in de ring en daagde hem uit, maar McMahon weigerde en poogde Michaels zelfs te ontslaan. McMahon werd daarin bijgestaan door zijn zoon Shane McMahon. Michaels versloeg McMahon bij het evenement WrestleMania 22 in een bloederige No Holds Barred-wedstrijd. Bij het evenement Backlash, op 30 april 2006, verloor hij met "God" als partner van Vince en Shane McMahon. Het verlies werd ten dele veroorzaakt door Spirit Squad. Michaels probeerde wraak te nemen op het Spirit Squad, met wisselend succes.

#### Reünie van D-Generation X (2006-2010)
In de lente en zomer van 2006 vond een reeks ontwikkelingen plaats die suggereerden dat een reünie tussen Michaels en Triple H als D-Generation X er zat aan te komen. Het startte allemaal bij het evenement WrestleMania 22, waar zowel Michaels als Triple H aanhoudend hun karakteristieke "crotch chops" en "Suck it"-pose uitvoerden tijdens hun wedstrijden tegen respectievelijk Vince McMahon en John Cena. Het duo ging door met het uitvoeren van de chops en in de afleveringen van Raw die volgden kreeg Michaels het aan de stok met Mr. McMahon, terwijl Triple H het WWE Championship najaagde maar in conflict raakte met Vince McMahon.
Op 12 juni 2006 was de reünie van D-Generation X een feit. In het maandagavondprogramma Raw, tijdens een wedstrijd van Triple H tegen Spirit Squad, snelde Michaels hem ter hulp. Bij het evenement Vengeance versloegen ze de Spirit Squad. Na de overwinning ging de groep door met hun kinderachtige tradities tegen Spirit Squad, Vince McMahon, Shane McMahon en Jonathan Coachman en dit voor meerdere weken. Michaels en Triple H persifleerden respectievelijk Shane en Vince in het programma Raw. Ze versloegen Spirit Squad tijdens Saturday Night Main Event in een eliminatiewedstrijd en versloegen Vince en Shane McMahon bij het evenement SummerSlam in augustus 2006. In september 2006 versloegen ze de McMahons en Big Show in een Hell in a Cell match bij het evenement Unforgiven.
Aan hun samenwerking kwam abrupt een einde. Triple H raakte op 7 januari 2007 zwaar geblesseerd bij het evenement New Year's Revolution. Triple H scheurde met name zijn rechterquadriceps af en miste het complete voorjaar, inclusief het evenement WrestleMania 23. Michaels veroverde het WWE World Tag Team Championship als partner van John Cena tegen Rated-RKO (Randy Orton & Edge).
"D-Generation X" kwam nog eens samen in 2009 en 2010, met enkele overwinningen tegen The Legacy (Cody Rhodes & Ted DiBiase Jr.). Daaronder een Hell in a Cell match bij het inaugurele evenement Hell in a Cell. Michaels en Triple H wonnen samen een keer het WWE World Tag Team Championship, meer bepaald tegen Jeri-Show (Chris Jericho & Big Show) bij het evenement Tables, Ladders & Chairs in december 2009.
In het voorjaar van 2008 beëindigde Michaels de carrière van Ric Flair in de WWE, meer bepaald bij het evenement WrestleMania XXIV. De wedstrijd groeide onder de fans van WWE uit tot een klassieker mede omwille van Michaels' verhaalvertelling in de ring. Michaels zou Flair ook hebben gezegd, toen Flair neerlag na de wedstrijd: "Het spijt me, ik hou van jou". Flair in april 2020: "Dat ik daar met pensioen zou gaan [bij WWE], was eigenlijk niet de bedoeling."
Michaels versloeg Dave Batista bij het evenement Backlash in april 2008. "The Heartbreak Kid" probeerde nog een laatste keer het WWE Championship te veroveren van kampioen John Cena bij het evenement Survivor Series in november 2009. Michaels faalde net als Triple H in zijn opzet. Zijn laatste wereldtitel bleef daardoor de overwinning van het WWE World Heavyweight Championship in de inaugurele Elimination Chamber match, bij het evenement Survivor Series in november 2002.
Zijn laatste noemenswaardige verhaallijn was er een tegen The Undertaker, tussen 2009 en 2010, en werd een van de markantste en meest opzienbarende verhaallijnen die ooit in WWE te zien waren. Michaels wilde de iconische WrestleMania-winstreeks van The Undertaker verbreken. Voor aanvang stond de teller van The Undertaker op 16-0.

#### Ruzie met The Undertaker (2009-2010)

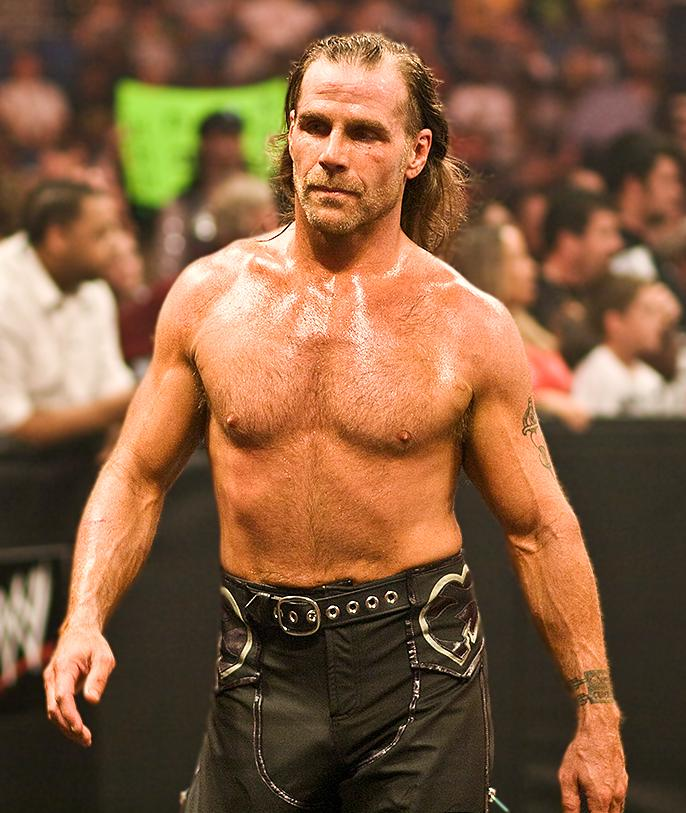
Shawn Michaels in 2008

In het voorjaar van 2009 verzekerde Michaels zich van een wedstrijd tegen The Undertaker bij het evenement WrestleMania XXV. Na een enorme hype en pogingen om elkaar te intimideren werd hun ontmoeting bij WrestleMania verkozen tot wedstrijd van het jaar 2009. Michaels verloor van The Undertaker. De wedstrijd gaat door als een van de grootste klassiekers in het professioneel worstelen en is volgens velen een door Michaels en The Undertaker gecreëerd "meesterwerk" of zelfs een van de "beste [gesimuleerde] sportwedstrijden uit de geschiedenis". The Undertaker noemde Michaels eind 2020 de beste professioneel worstelaar of entertainmentworstelaar aller tijden, en sprak eerbiedig over hem.
Michaels gaf op 22 februari 2010, tijdens de 874ste aflevering van het maandagavondprogramma Raw, toe dat het de perfecte wedstrijd was, maar dat hij slechts één fout had gemaakt. Michaels: "I made one mistake, [beklemtoont] ONE mistake... And it cost me everything." (Ik maakte slechts één fout, EEN fout... En dat verbrodde alles.) Hij verwees naar een Moonsault (jargon: achterwaartse salto) vanop de bovenste spanschroef die door The Undertaker werd beantwoord met diens afwerkingsbeweging Tombstone Piledriver. Op die manier verloor hij de wedstrijd.
De memorabele wedstrijd tussen Shawn Michaels en The Undertaker bij het evenement WrestleMania 25 ontving in 2010 de Slammy Award voor beste wedstrijd van het jaar 2009. Tijdens zijn speech daagde hij The Undertaker uit voor een herkansing bij het evenement WrestleMania XXVI. The Undertaker gaf echter geen krimp en weigerde zijn uitdaging.
Aangezien The Undertaker op dat moment het World Heavyweight Championship in zijn bezit had, kon de winnaar van de jaarlijks in januari gehouden Royal Rumble hem uitdagen voor de titel. Dit was uiteindelijk Edge. Michaels' enige mogelijkheid om een wedstrijd tegen The Undertaker te verwerven was door de Royal Rumble te winnen, maar hij faalde.
Michaels kostte The Undertaker vervolgens het World Heavyweight Championship tijdens een Elimination Chamber match in februari 2010, waardoor Chris Jericho uit de bus kwam als nieuwe kampioen. The Undertaker was ziedend. Tegelijkertijd zette men daardoor een wedstrijd op tussen de winnaar van de Royal Rumble, Edge, en Chris Jericho voor het World Heavyweight Championship. Michaels verantwoordde deze actie op de eerstvolgende uitzending van Monday Night Raw. The Undertaker bleek aanwezig te zijn en kwam naar de ring toen Michaels bezig was alles uit te leggen. Toen daagde Michaels hem uit om wraak te nemen bij WrestleMania. The Undertaker accepteerde deze keer, maar op één voorwaarde. Als Michaels verloor was zijn carrière voorbij. Michaels accepteerde de uitdaging en sprak in de ring dat hij geen carrière had als hij The Undertaker niet kon verslaan (NB: jargon; promo).
In de aanloop naar het evenement WrestleMania XXVI probeerden Michaels en The Undertaker voortdurend elkaar te intimideren. Michaels verscheen tijdens een aflevering van het vrijdagavondprogramma Friday Night SmackDown! en viel The Undertaker aan. Die laatste nam wraak tijdens een aflevering van Raw. Bij het evenement was de wedstrijd van Michaels en The Undertaker de meest geanticipeerde wedstrijd van de avond. Na een bloedstollende wedstrijd en na drie Tombstone Piledrivers - waarvan één buiten de ring , de tweede springend en de laatste twee achter elkaar - versloeg The Undertaker hem en beëindigde zijn carrière.
Inmiddels is Shawn Michaels een Hall of Famer. Hij werd opgenomen in 2011, aan de vooravond van WrestleMania XXVII.

## In worstelen
- Finishers
  - Sweet Chin Music (Superkick)
  - Modiefied Figure Four Leglock (Sharpshooter lock en dan een figure four)
  - Teardrop Suplex (Been Haak Saito suplex) - (eind jaren 80 tot begin jaren 90)
  - Rocker Dropper (Pols lock naar leg drop bulldog) - (eind jaren 80 tot begin jaren 90)
- Signature Moves
  - Elbow to the Heart (Diving elbow drop)
  - Figure four leglock
  - Sharpshooter
  - Crippler Crossface
  - Ankle Lock
  - Spike Piledriver
  - Piledriver - (eind jaren 80 tot begin jaren 90)
  - Flying forearm
  - Inverted atomic drop
  - Inverted Figure Four Leglock - (begin 2008)
  - Kip-up
  - Lou Thesz press
  - Moonsault
  - DDT
  - Plancha
  - Skin the cat
  - Snap suplex
  - Splash
- Managers
  - Chyna
  - Sycho Sid
  - Diesel
  - Jose Lothario
  - Jenny McCarthy
  - Roddy Piper
  - "Ravishing" Rick Rude
  - Sherri Russell
  - Luna Vachon
  - Triple H
- Bijnamen
  - "The Heartbreak Kid" (HBK)
  - "The Showstopper"
  - "The Icon"
  - "The Main Event"
  - "The Headliner"
  - "The Sexy Boy"
  - "Mr. Wrestlemania"
- Themamuziek

Het liedje "Sexy Boy" was oorspronkelijk geschreven voor HBK door Jimmy Hart, een manager die veel toegangsliedjes heeft geschreven. Hart bedankte Michaels persoonlijk om het nummer te blijven gebruiken als zijn toegangsmuziek toen Hart werd opgenomen in de WWE Hall of Fame in 2005. Michaels' toegangsmuziek werd gezongen door "Sensational" Sherri Martel. Toen kwam een tweede versie die nog steeds gebruikt wordt en uitgevoerd is door Michaels zelf, met sporen van "Sensational" Sherri Martel in het refrein van het nummer. Michaels zei dat het nummer "magie" was, omdat de oorspronkelijke versie na het opnemen "wreed" klonk.
- Worstelaars getraind door Shawn Michaels
  - Matt Bentley
  - Lance Cade
  - Bryan Danielson
  - Shawn Hernandez
  - Brian Kendrick
  - Paul London
  - Veronica Stevens
  - Travis Tomko

## Prestaties
- American Wrestling Association
  - AWA World Tag Team Championship (2 keer met Marty Jannetty)
- Central States Wrestling
  - NWA Central States Tag Team Championship (1 keer met Marty Jannetty)
- Continental Wrestling Association
  - AWA Southern Tag Team Championship (2 keer met Marty Jannetty)
- Pro Wrestling Illustrated
  - PWI Feud of the Year (2008) vs. Chris Jericho
  - PWI Match of the Year (1993) vs. Marty Jannetty tijdens Monday Night Raw op 17 mei 1993
  - PWI Match of the Year (1994) vs. Razor Ramon in een ladder match bij WrestleMania X
  - PWI Match of the Year (1995) vs. Diesel bij WrestleMania XI
  - PWI Match of the Year (1996) vs. Bret Hart in een Iron Man match bij WrestleMania XII
  - PWI Match of the Year (2004) vs. Chris Benoit en Triple H bij WrestleMania XX
  - PWI Match of the Year (2005) vs. Kurt Angle bij WrestleMania 21
  - PWI Match of the Year (2006) vs. Vince McMahon bij WrestleMania 22
  - PWI Match of the Year (2007) vs. John Cena tijdens Monday Night Raw op 23 april 2007
  - PWI Match of the Year (2008) vs. Ric Flair bij WrestleMania XXIV
  - PWI Match of the Year (2009) vs. The Undertaker bij WrestleMania XXV
  - PWI Match of the Year (2010) vs. The Undertaker bij WrestleMania XXVI
  - PWI Most Popular Wrestler of the Year (1995, 1996)
- Texas All-Star Wrestling
  - TASW Texas Tag Team Championship (2 keer met Paul Diamond)
- Texas Wrestling Alliance
  - TWA Heavyweight Championship (1 keer)
- World Wrestling Federation / World Wrestling Entertainment
  - WWF Championship (3 keer)
  - WWE World Heavyweight Championship (1 keer)
  - WWE World Tag Team Championship (5 keer; 2x met Diesel, 1x met Steve Austin, 1x met John Cena en 1x met Triple H)
  - WWE Tag Team Championship (1 keer met Triple H)
  - WWF Intercontinental Championship (3 keer)
  - WWF European Championship (1 keer)
  - Royal Rumble (1995, 1996)
  - Triple Crown Championship (4de)
  - Grand Slam Championship (1ste)
  - Slammy Award
    - Best Slammin' Jammin' Entrance (1996)
    - Best Threads (1996)
    - Squared Circle Shocker (1996)
    - Master of Mat Mechanics (1996)
    - US West Match of the Year (1996) vs. Razor Ramon in een ladder match bij het evenement SummerSlam
    - Leader of the New Generation (1996)
    - Best Finisher (1997)
    - US West Match of the Year (1997) vs. Bret Hart in een Iron Man match bij WrestleMania XII
    - Match of the Year (2008) vs. Ric Flair bij WrestleMania XXIV
    - Match of the Year (2009) vs. The Undertaker bij WrestleMania XXV
    - "WWE Moment of the Year" (2010) met The Undertaker

  - WWE Hall of Fame (Class of 2011)
- Wrestling Observer Newsletter awards
  - Best Babyface (1996)
  - Feud of the Year (2004) vs. Triple H en Chris Benoit
  - Feud of the Year (2008) vs. Chris Jericho
  - Match of the Year (1994) vs. Razor Ramon in a Ladder match at WrestleMania X
  - Match of the Year (2008) vs. Chris Jericho in a Ladder match at No Mercy
  - Most Charismatic (1995, 1996)
  - Tag Team of the Year (1989) met Marty Jannetty als The Rockers
  - Worst Feud of the Year (2006) met Triple H vs. Shane en Vince McMahon
  - Wrestling Observer Newsletter Hall of Fame (Class of 2003)

## Top-10 hoogst gequoteerde wedstrijden
Hieronder volgt een lijst op basis van beoordelingen van wedstrijden van Shawn Michaels  door journalist Dave Meltzer van Wrestling Observer Newsletter (WON), het hoogst aangeschreven tijdschrift over professioneel worstelen ter wereld. Shawn Michaels heeft 123 keer een beoordeling gekregen van WON; onderstaand werden de tien hoogst gequoteerde opgelijst:
| Evenement                            | Datum             | Kampioenschap (optioneel)                     | Wedstrijd                                                     | Winnaar            | Beoordeling door WON |
| ------------------------------------ | ----------------- | --------------------------------------------- | ------------------------------------------------------------- | ------------------ | -------------------- |
| WrestleMania 10                      | 20 maart 1994     | WWF Intercontinental Heavyweight Championship | Razor Ramon (c) vs. Shawn Michaels in een Ladder match        | Razor Ramon (c)    | *****                |
| WWF Badd Blood 1997                  | 5 oktober 1997    | n.v.t.                                        | Shawn Michaels vs. The Undertaker in een Hell in a Cell match | Shawn Michaels     | *****                |
| WWF SummerSlam 1995                  | 27 augustus 1995  | WWF Intercontinental Heavyweight Championship | Shawn Michaels (c) vs. Razor Ramon in een Ladder match        | Shawn Michaels (c) | **** ¾               |
| WWF: In Your House 10                | 22 september 1996 | WWF World Heavyweight Championship            | Shawn Michaels (c) vs. "Mankind" Mick Foley                   | Shawn Michaels (c) | **** ¾               |
| WrestleMania 20                      | 14 maart 2004     | World Heavyweight Championship                | Triple H (c) vs. Chris Benoit vs. Shawn Michaels              | Chris Benoit (nc)  | **** ¾               |
| WrestleMania 21                      | 3 april 2005      | n.v.t.                                        | Shawn Michaels vs. Kurt Angle                                 | Kurt Angle         | **** ¾               |
| WrestleMania 25                      | 5 april 2009      | n.v.t.                                        | Shawn Michaels vs. The Undertaker                             | The Undertaker     | **** ¾               |
| WrestleMania 26                      | 28 maart 2010     | n.v.t.                                        | Shawn Michaels vs. The Undertaker                             | The Undertaker     | **** ¾               |
| WWF Monday Night Raw (aflevering 26) | 19 juli 1993      | WWF Intercontinental Heavyweight Championship | Shawn Michaels (c) vs. Marty Jannetty                         | Shawn Michaels (c) | **** ¾               |
| WWF Survivor Series 1992             | 25 november 1992  | WWF Intercontinental Heavyweight Championship | Bret Hart (c) vs. Shawn Michaels                              | Bret Hart (c)      | **** ¾               |

- Top 10 op basis van beoordelingen door Wrestling Observer Newsletter wordt anno 2022 niet geüpdatet, Shawn Michaels beëindigde op 28 maart 2010 zijn carrière als fulltime/parttime worstelaar

## Trivia
- Michaels is de enige worstelaar in de geschiedenis van de WWE die tegelijk het WWF/WWE European Championship en het WWF/WWE Championship hield.
- Shawn Michaels was de eerste Grand Slam Champion in de geschiedenis van professioneel worstelen en voltooide de Grand Slam bij het evenement One Night Only op 20 september 1997 na winst tegen Davey Boy Smith om het WWF European Championship. Michaels veroverde met name elke benodigde titel:
  - WWE Intercontinental Championship
  - WWE European Championship
  - WWE World Tag Team Championship
  - WWE Championship
- Michaels heeft een WWF/E Championship en een WWF Intercontinental Championship beschikbaar gesteld, werd een Intercontinental Championship afgenomen en gaf zijn WWF European Championship haast letterlijk door aan Triple H als "kerstcadeautje". Michaels en Triple H waren toen vrienden op het scherm als lid van D-Generation X.
- Michaels was te zien als deelnemer in het eerste (op een na elk), live uitgezonden duel van onderstaande wedstrijdtypes en verloor slechts de eerste:
  - Ladder match - vs. Bret Hart in 1992
  - Hell in a Cell match - vs. The Undertaker in 1997
  - Elimination Chamber match - vs. Triple H, Booker T, Rob Van Dam, Kane en Chris Jericho in 2002
  - Iron Man match - met Marty Jannetty als The Rockers vs. "The Fabulous Rougeau Brothers" in 1989 (niet uitgezonden)
- Michaels was in november 2002 de eerste worstelaar die het World Heavyweight Championship heeft gewonnen in een Elimination Chamber match.
- In 1995, tijdens de Royal Rumble, was Michaels de eerste worstelaar die als eerste binnenkomer van in totaal 30 worstelaars het evenement won. Niemand deed beter tot Chris Benoit in 2004 zijn kunstje overdeed. Rey Mysterio was in 2006 de derde en vooralsnog laatste worstelaar die Michaels' stunt kopieerde.
- Hij was met 18 contractjaren lange tijd de werknemer met de langste staat van dienst in WWE. Michaels begon in 1988, maar was er als worstelaar even tussenuit van 1998 tot 2002. The Undertaker stak hem reeds voorbij (1990-heden; 29 jaar).
- Michaels is de enige mannelijke worstelaar die heeft geposeerd voor Playgirl.
- Shawn Michaels was de tweede van vooralsnog drie worstelaars die het WWF Championship níét bij WrestleMania heeft gewonnen via winst in de Royal Rumble, nadat deze regel in voege trad in 1993. Michaels won de Royal Rumble in 1995, maar verloor tegen Diesel bij WrestleMania XI. Lex Luger was de eerste worstelaar die er niet in slaagde het kampioenschap te winnen bij WrestleMania na een overwinning in de Royal Rumble. Luger - met Bret Hart - won in 1994, maar kon Yokozuna niet verslaan bij WrestleMania X. Dave Batista won de Royal Rumble in 2014 - en eerder in 2005 -, maar verloor van Daniel Bryan bij WrestleMania XXX. Randy Orton was evenwel de titelverdediger.
- Michaels' terugkeer bij het evenement SummerSlam in augustus 2002 was aanvankelijk bedoeld als eenmalig, wat Jim Ross ondersteunde door te zeggen tegen het publiek dat " Michaels is gonna leave us with something to remember him by" en "This is a one night performance from Shawn Michaels". Michaels bleef nog 8 jaar actief omdat hij zijn toen 8-jarige zoon Cameron Kade wilde laten zien wat hij deed voor de kost.
- Hij is ambidextrus en gebruikt zijn rechterhand om te tekenen en kleuren en zijn linkerhand om te schrijven. Toch gebruikt(e) hij meestal zijn rechtervoet om zijn afwerkingsbeweging Sweet Chin Music uit te voeren.
- Op 29 maart 1998, bij het evenement WrestleMania XIV en voorafgaandelijk aan de wedstrijd om het WWF Championship, stak Stone Cold Steve Austin plots zijn middelvingers op naar een grijnzende Michaels. Michaels reageert niet boos, maar stomverbaasd en kijkt zelfs ietwat zielig naar Austin.[180] Het moment is uitgegroeid tot een populaire internetmeme, bijvoorbeeld over een persoon die een leuke tijd heeft (Michaels) en een ander die dat voor die persoon verpest (Austin).[181]

## Persoonlijk leven
Michaels is getrouwd met Rebecca Curci. Ze trouwden op 31 maart 1999 in de Graceland Wedding Chapel in Las Vegas, Nevada. Het was een kleine huwelijksceremonie. Shawn Michaels, Rebecca Curci en een imitator van Elvis Presley waren de enige aanwezigen. Hij staat bekend als een grote Elvis-fan.
Michaels en Rebecca hebben een zoon, Cameron Kade (geboren op 5 januari 2000) en een dochter, Cheyenne Michelle (geboren op 19 augustus 2004). Hij is een christen. Michaels verwerkte zijn geloofsovertuiging in zijn ringkledij, zoals kruissymbolen op zijn broek. Onderweg naar de ring liet Michaels zich steeds op zijn knieën vallen en playbackte hij een gebed terwijl zijn vuurwerk afging.

## Media
- Shawn Michaels: Best Hits From the Heartbreak Kid (1996, VHS)
- Shawn Michaels: Heartbreak Express Tour (1997, VHS)
- D Generation X (1998, VHS)
- From the Vault: Shawn Michaels (2003, dvd)
- Shawn Michaels: Boyhood Dream (2004, dvd)
- Heartbreak and Triumph: The Shawn Michaels Story (2005, book)
- D Generation X (2006, dvd)
- Shawn Michaels: Heartbreak and Triumph (2007, dvd)
- Shawn Michaels: My Journey (2010, dvd)